# 비프음
비프음(beep)은 일반적으로 음높이가 높은 짧은 신호 톤으로서, 컴퓨터나 다른 기계에 의해 만들어진다. 이 용어는 의성어에서 기원한다. "beep-beep"라는 단어가 1929년 자동차 경적의 소음을 위해 녹음되었으며 현대에 높은 음높이의 톤의 비프(beep)는 1951년 아서 C. 클라크에 의해 개발되었다.

## 컴퓨터에서의 이용
일부 컴퓨터 단말기에서 경고음 문자인 ASCII 문자 코드 7은 소리를 들을 수 있는 비프음을 출력한다. 이 비프음은 또한 바이오스가 동작하지 않거나 시작 프로세스 중 다른 오류가 있을 때(종종 시동 자체 시험, 즉 POST 중에) 사용자에게 이를 알리기 위해 사용한다. 또, 비프음은 동시에 너무 많은 키를 누를 때 컴퓨터가 프로세스를 관리하지 못하는 경우에도 만들어진다.

## 같이 보기
- 시동 자체 시험(POST) - 시스템 비프음에 대한 설명 참고